# Sissi – den unga kejsarinnan
Sissi - den unga kejsarinnan (tyska: Sissi – Die junge Kaiserin) är en österrikisk romantisk dramafilm från 1956 i regi av Ernst Marischka. I huvudrollerna ses Romy Schneider, Karlheinz Böhm, Magda Schneider, Uta Franz, Gustav Knuth, Vilma Degischer och Josef Meinrad. Filmen är den andra filmen i en trilogi filmer om kejsarinnan Elisabeth av Österrike och är uppföljare till Sissi (1955) samt följdes av Sissi – älskad kejsarinna (1957). 

## Handling
När Sissi föder sin första dotter verkar familjelyckan total, om det inte vore för att hennes svärmor ska lägga sig i, bland annat barnets uppfostran. Men Sissi lyckas avvärja flera diplomatiska incidenter och ser till att Franz Josef ser milt på de ungerska upprorsmakarna.

## Om filmen
Filmen handlar bland annat om Sissis insatser vid bildandet av dubbelmonarkin Österrike-Ungern 1867 genom ett särskilt avtal, Ausgleich.

## Rollista i urval
- Romy Schneider – Kejsarinnan Elisabeth av Österrike-Ungern, eller "Sissi"
- Karlheinz Böhm – Kejsare Frans Josef av Österrike
- Vilma Degischer – Ärkehertiginnan Sofia, Frans Josefs mor
- Erich Nikowitz – Ärkehertig Frans Karl, Frans Josefs far
- Magda Schneider – Hertiginnan Ludovika av Bayern, Sissis mor
- Gustav Knuth – Hertig Max av Bayern, Sissis far
- Josef Meinrad – Major Böckl
- Richard Eybner – Postmästare i Ischl
- Walther Reyer – Greve Andrássy
- Senta Wengraf – Grevinnan Bellegarde
- Helene Lauterböck – Grevinnan Esterhazy-Liechtenstein